# Конфирмация
Конфирма́ция (лат. confirmatio — утверждение) — в латинском обряде Католической церкви другое название таинства миропомазания, в ряде протестантских церквей — обряд сознательного исповедания веры.
В реформистском (современном) иудаизме, церемония гражданского совершеннолетия (в отличие от бар-мицвы), участник которой подтверждает свою верность ценностям иудаизма и заповедям Торы. Другое значение — утверждение принятого решения (судебного приговора и т. п.) верховной государственной властью; судебный приговор, утверждённый подобным образом.
Конфирмация (в некоторых странах) — утверждение высшей властью судебного приговора и т. п.

## Католицизм
Таинство миропомазания или конфирмации совершается, в большинстве случаев, епископом; священник имеет право совершить таинство только в экстренных случаях или по особому поручению епископа. Если человек был крещён будучи ребёнком, то конфирмация проводится в годы отрочества и юности, так как считается, что это таинство должно совершаться над человеком в сознательном возрасте. Материей этого таинства, по утверждению Фомы Аквинского служит миро (лат. chrisma) — оливковое масло (oleo), которое наносится на лоб (in fronte). Словесной формулой таинства являются слова: consigno te signo crucis, confirmo te chrismate salutis, in nomine patris et filii et spiritus sancti, amen (Знаменую тебя крестным знамением, утверждаю тебя помазанием спасения, во имя Отца и Сына и Святого Духа, аминь).

## Протестантизм
У протестантов (лютеран), которые не признают миропомазание таинством, конфирмация состоит из исповедания веры конфирмантом, нравоучительной речи к нему пастора и молитвы о нём, прочитываемой пастором. Она служит актом торжественного, сознательного и свободного выражения личной веры конфирмуемого в Иисуса Христа, как Бога и Спасителя, и вместе с тем актом испытания его в вере церковью и окончательного введения его в состав церковного общества. Поэтому конфирмацию проводят не раньше достижения сознательного возраста: 13—14 лет. В этот день конфирманты облачаются в праздничные одежды (иногда альбы). Конфирмация обычно проводится в начале службы по большим церковным праздникам.
В позднейшее время[когда?] некоторые[кто?] протестантские богословы настаивают, чтобы конфирмация была совершаема каждый раз суперинтендентом.

## Англиканство
В англиканской церкви многие требуют, чтобы конфирмация была совершаема самими епископами. В Церкви Англии, в соответствии с Каноном В27 только епископ может совершать конфирмацию крещённого/крещённой, либо он может уполномочить епископа соседней епархии сделать это в определённых случаях.

## Реформистский иудаизм
В самом начале реформации иудаизма раввинские консистории приняли некоторые шаги для того, чтобы приблизить ритуал к современным нормам. Так было предложено перенести субботний отдых на воскресенье, ввести орга́н в синагогальную службу и так далее.
Церемония конфирмации была заимствована из протестантизма и не получила новой формы, оставаясь диалогом между ведущим (раввином), который задавал вопросы, и участником, который на них отвечал. Таким образом, сохранялась форма катехизиса, которая не была принята в традиционном иудаизме того времени.